# 28-й царь Тикаля
28-й царь Тикаля — двадцать восьмой правитель древнего майяского царства Мутуль со столицей в Тикале.

## Биография
28-й царь Тикаля правил с 755/760 по 768 год, являясь преемником Икин-Чан-Кавиля.
Ему наследовал Яш-Нун-Айин II.

### Семья
Его отцом был его предшественник Икин-Чан-Кавиль, а его младшим братом был его преемник Яш-Нун-Айин II.

## Внешние ссылки
- История города Тикаль (Яшмутуль) царства Мутуль Архивная копия от 14 августа 2021 на Wayback Machine
- Правители Тикаля (недоступная ссылка) Архивировано 6 февраля 2013 года.